# 八代市立河俣小学校

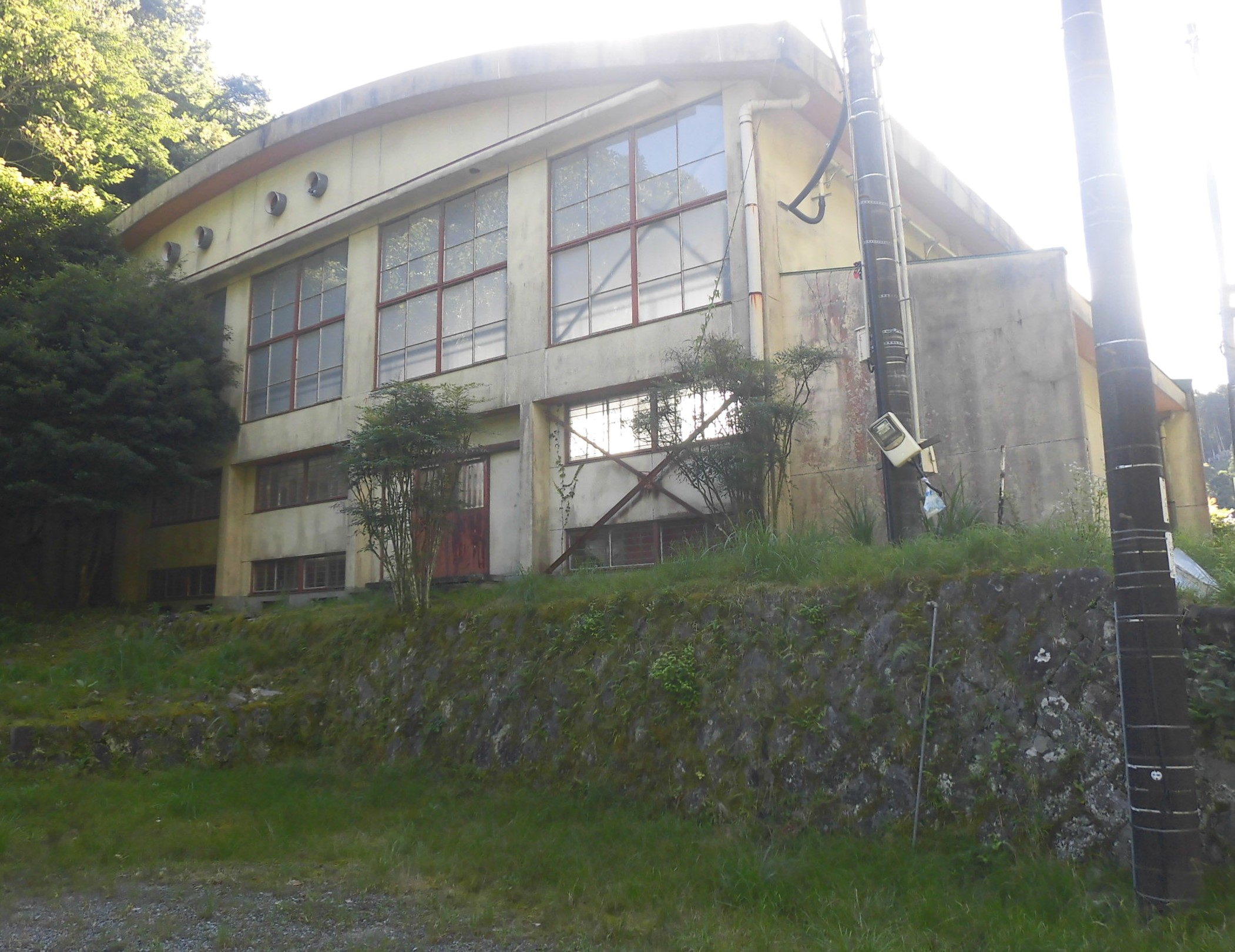
体育館

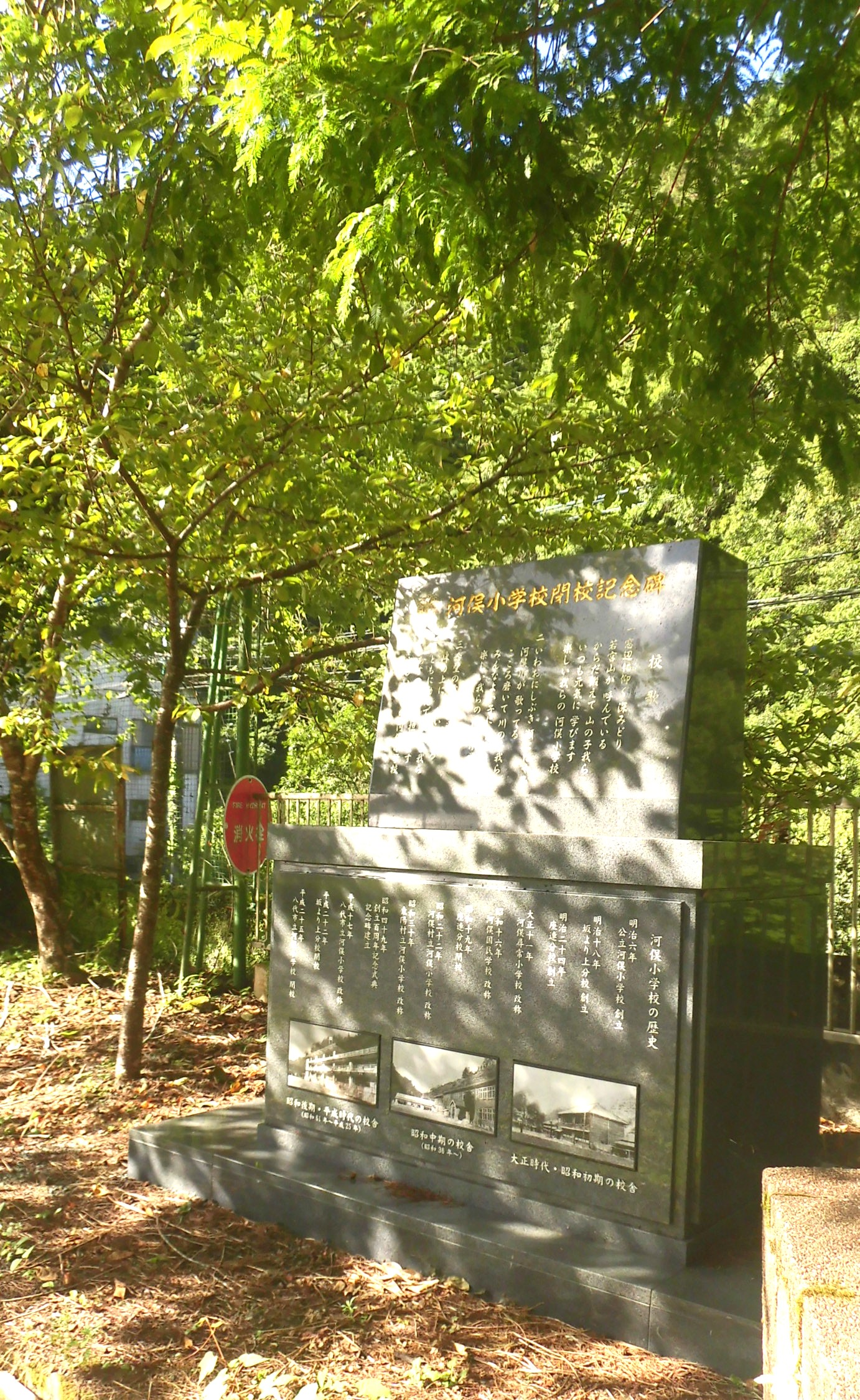
閉校記念碑

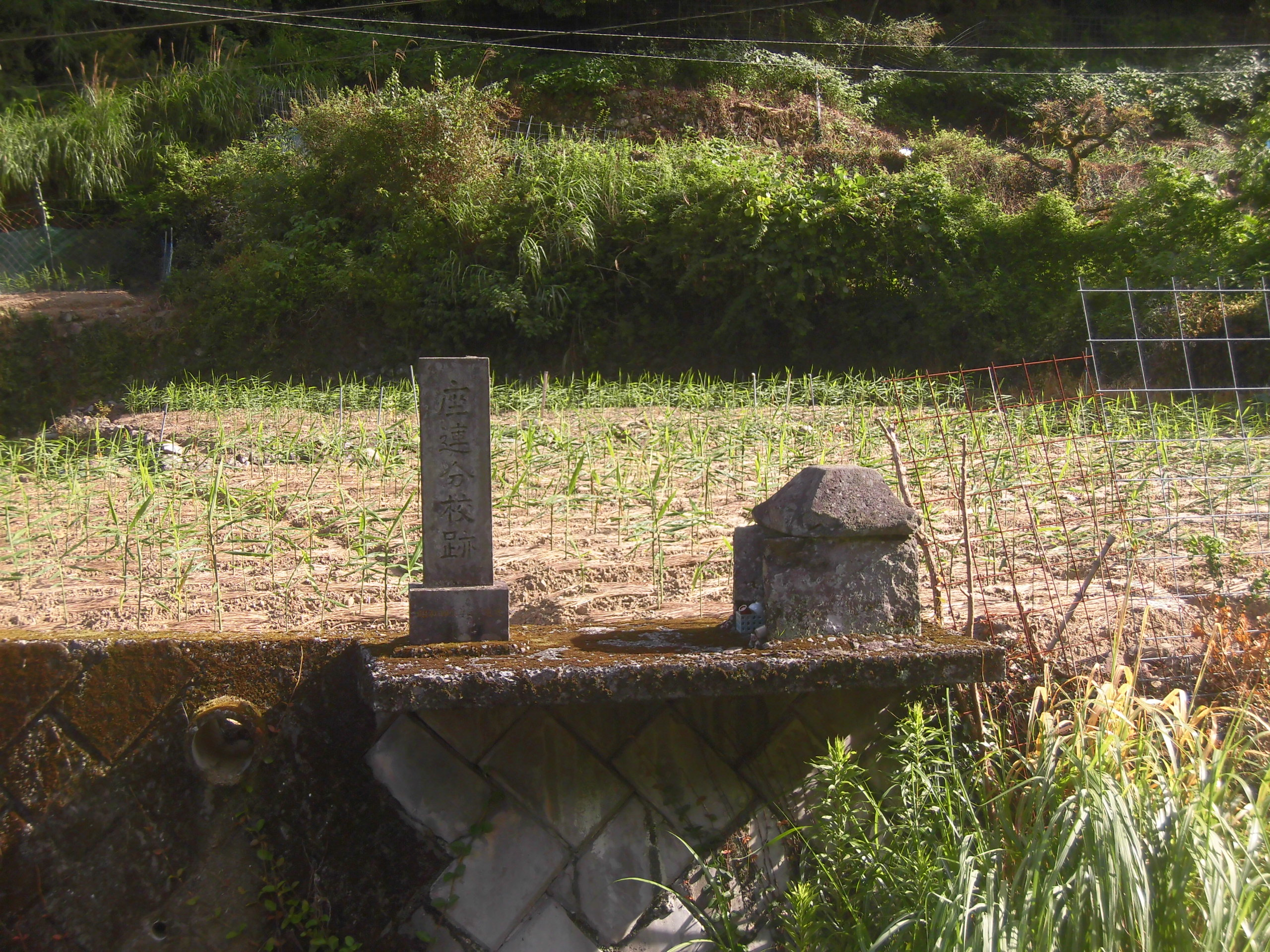
座連分校跡

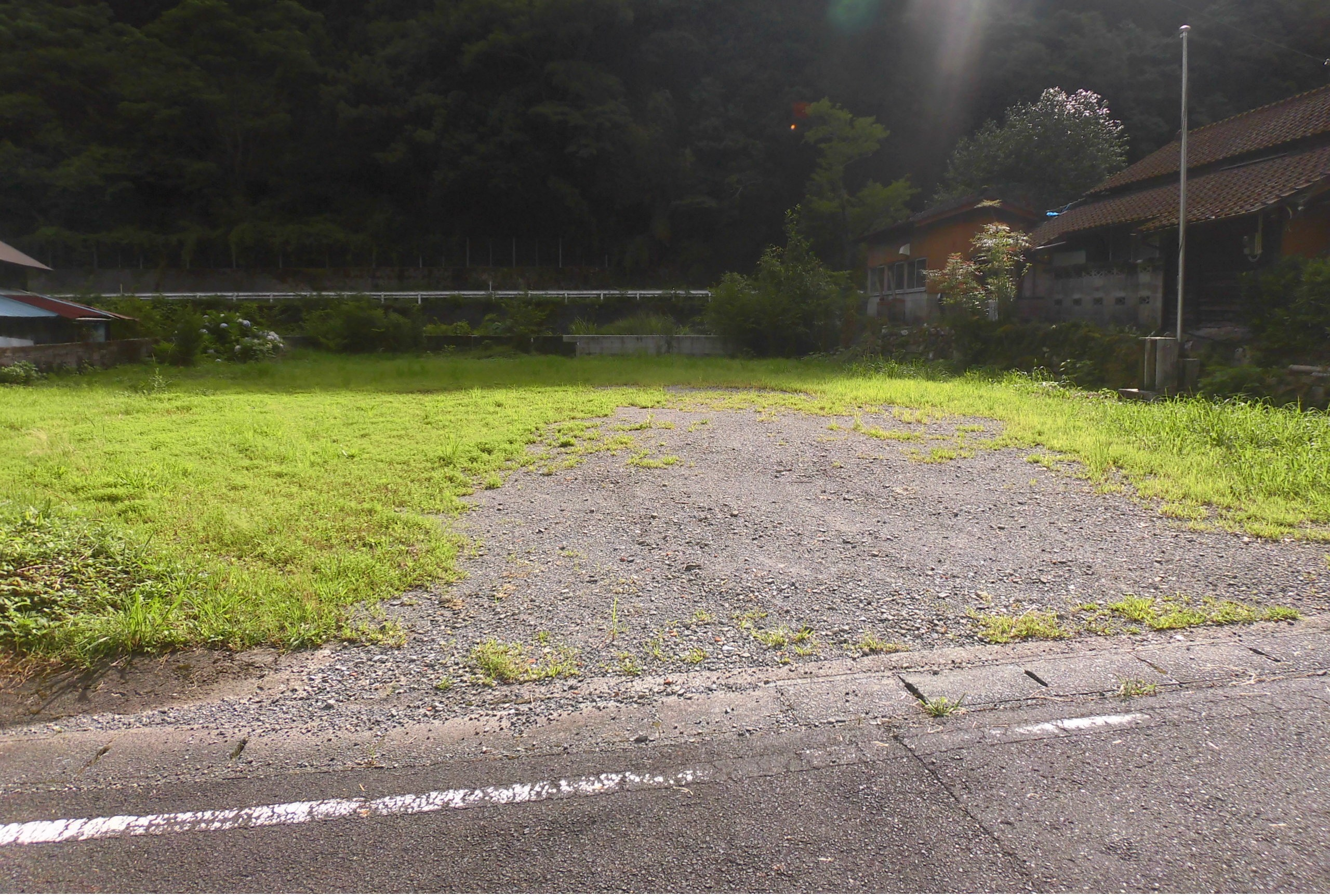
坂より上分校跡

八代市立河俣小学校（やつしろしりつ かわまたしょうがっこう）は、かつて熊本県八代市東陽町河俣にあった小学校。
2013年（平成25年）3月末をもって閉校し、種山小学校および同内ノ木場分校とともに、「八代市立東陽小学校」に統合された。

## 概要
歴史
1873年（明治6年）に、「公立河俣小学校」として創立。2013年（平成25年）に閉校し、140年の歴史に幕を下ろした。
校章
桜の花弁を2枚重ね合わせたものを背景にして、中央に校名の「河俣」の文字（縦書き）を廃している。
校歌
歌詞は3番まであり、各番の歌詞中に校名の「河俣小学校」が登場する。
通学区域
八代市のうち、「東陽町河俣地区」。中学校区は八代市立東陽中学校であった。
かつて存在した分校
- 座連分校（ざれ、1891年（明治24年）から1944年（昭和19年）までの53年間）
- 坂より上分校（1885年（明治18年）から2010年（平成22年）までの125年間）

## 沿革
- 1873年（明治6年) - 「公立河俣小学校」が創立。
- 1885年（明治18年）4月 - 坂より上分校を創立。後に分教場となる。
- 1887年（明治20年）- 小学校令施行により、尋常科（4年制）を設置の上、「尋常河俣小学校」と改称。
- 1889年（明治22年）4月1日 - 町村制の施行により、八代郡「河俣村」が発足。
- 1891年（明治24年）4月 - 座連分校を開設。
- 1892年（明治25年）- 「河俣尋常小学校」に改称。
- 1908年（明治41年）4月 - 改正小学校令により、尋常科（義務教育年限）が4年制から6年制に改められる。尋常科5年を新設。
- 1909年（明治42年）4月 - 尋常科6年を新設。
- 1922年（大正11年）- 高等科（2年制）を併置の上、「河俣尋常高等小学校」と改称。
- 1941年（昭和16年）4月1日 - 国民学校令施行により、「河俣村河俣国民学校」と改称。尋常科を初等科に改める。
- 1944年（昭和19年）- 座連分校を廃止。
- 1947年（昭和22年） - 学制改革が行われる（六・三制の実施）。
  - 4月1日 - 国民学校初等科は、新制小学校「河俣村立河俣小学校」に改組・改称。
  - 5月8日 - 国民学校高等科は、青年学校普通科とともに、新制中学校「河俣村立河俣中学校」に改組・改称。
- 1955年（昭和30年）2月1日 - 2村（種山・河俣）の合併により、「東陽村」が発足し、「東陽村立河俣小学校」と改称。
- 1961年（昭和36年）- 木造2階建ての新校舎が完成。
- 1969年（昭和44年）3月31日 - 東陽村立東陽中学校への統合により、河俣中学校が閉校となる。
- 1974年（昭和49年）3月9日 - 創立100周年記念式典を挙行。
- 1986年（昭和61年）- 鉄筋コンクリート造3階建ての新校舎が完成。
- 2005年（平成17年）8月1日 - 八代市との合併により、「八代市立河俣小学校」（最終名）と改称。
- 2010年（平成22年）
  - 3月31日 - 坂より上分校を廃止の上、本校に統合。
  - 9月5日 - 坂より上分校 お別れ式典を挙行。
- 2013年（平成25年）
  - 3月24日 - 閉校式を挙行[1]。
  - 3月31日 - 八代市立東陽小学校への統合により、閉校。
    - 跡地の活用 - 運動場には太陽光発電パネルが設置され、「しょうがの里河俣発電所」となっている。

## 交通アクセス
最寄りの鉄道駅
- JR九州 鹿児島本線 「有佐駅」

最寄りのバス停留所
- 八代市公共交通 乗合タクシー 「河俣小学校前」・「河俣郵便局前」停留所

最寄りの幹線道路
- 熊本県道25号宮原五木線

## 周辺
- 河俣郵便局
- 河俣保育園
- 河俣川